# Lợn rừng lớn
Lợn rừng lớn (danh pháp hai phần: Hylochoerus meinertzhageni) là một loài lợn thuộc họ Suidae, bộ Artiodactyla. Loài này được Thomas mô tả năm 1904.
Danh pháp cụ thể đặt tên theo Richard Meinertzhagen, đã bắn mẫu vật điển hình ở Kenya và đã vận chuyển nó đến Bảo tàng Lịch sử Tự nhiên ở Anh.

## Hình ảnh

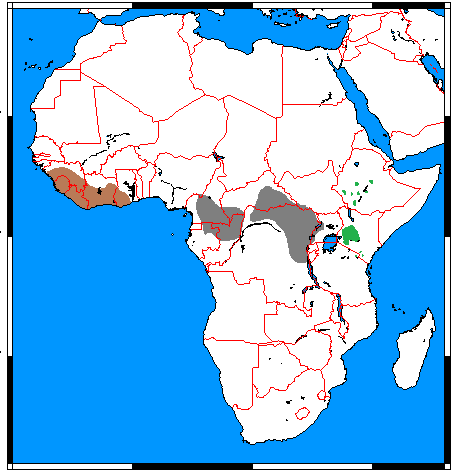
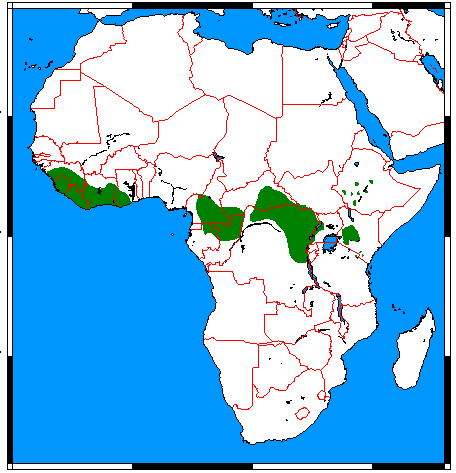
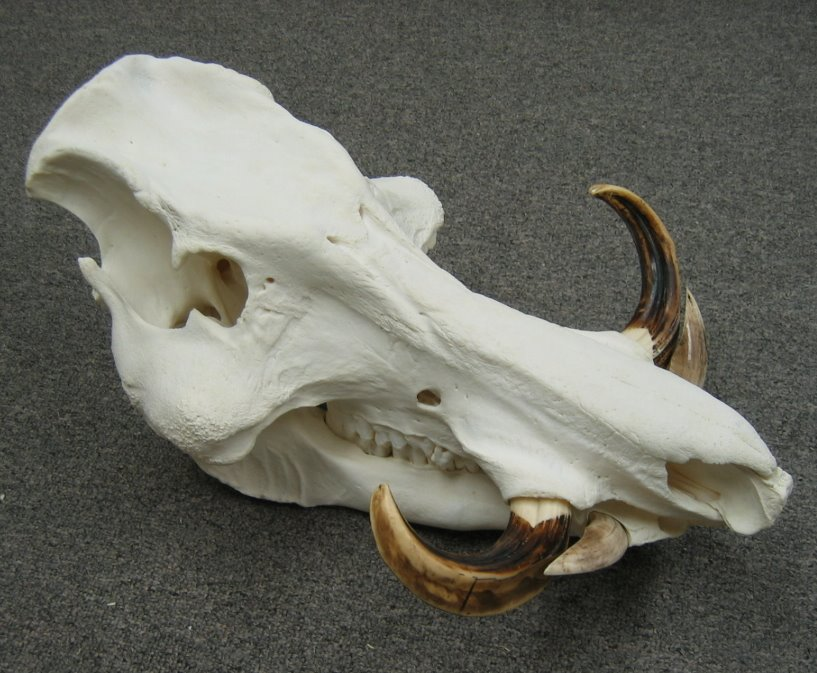
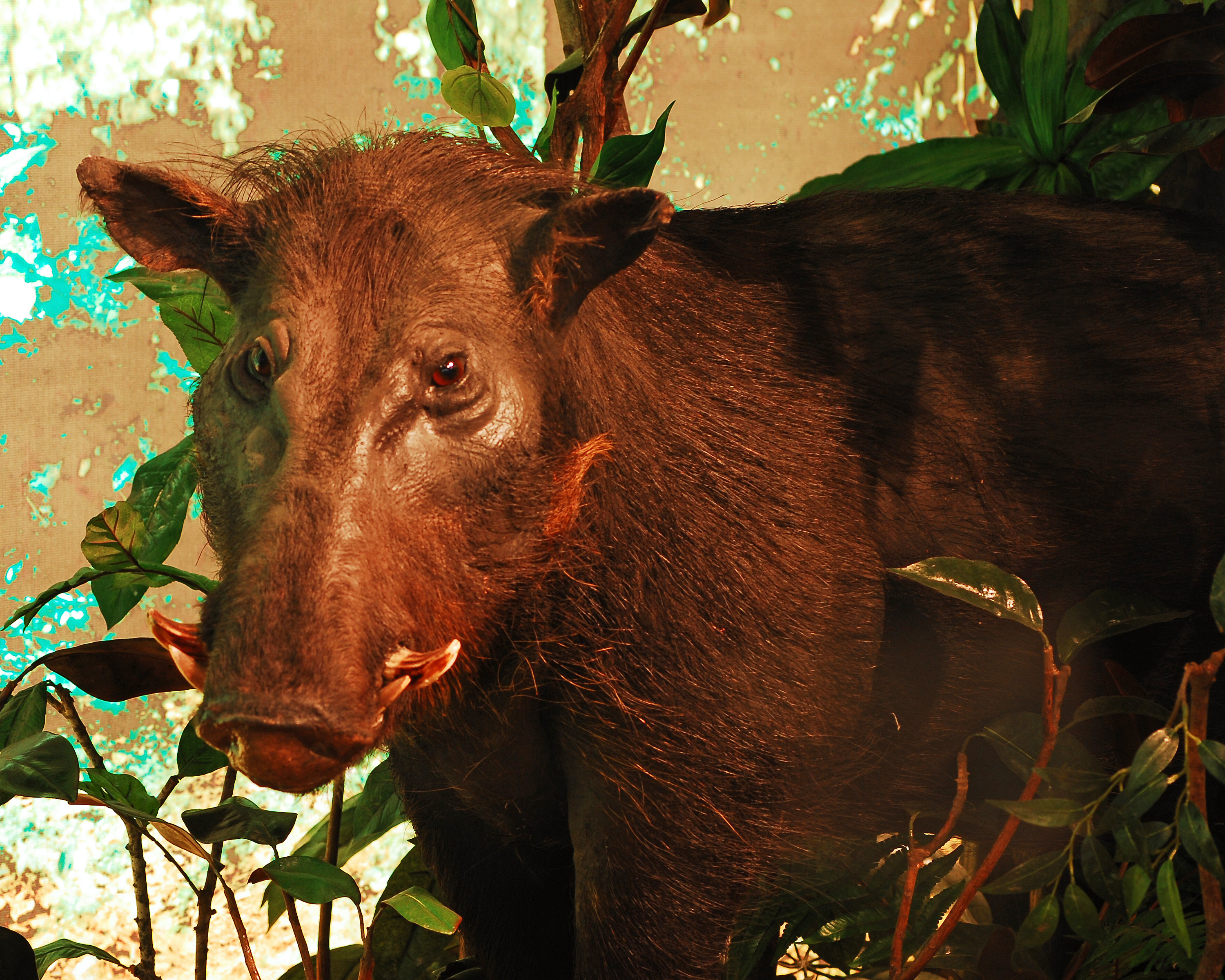

## Miêu tả
Lợn rừng lớn, tính trung bình, các loài còn sống lớn nhất của các loài thuộc họ Lợn. Cá thể trưởng thành có thể dài không tính đuôi 1,3-2,1 m, với đuôi dài thêm 25–45 cm. Lợn trưởng thành có chiều cao khi đứng tính đến vai 0,75-1,1 m, và có thể nặng 100–275 kg (220-606 lb).
Lợn cái có nhỏ hơn so với lợn đực. Lợn cái cân nặng trung bình khoảng 167 kg (368 lb), còn lợn đực có cân nặng trung bình 210 kg

## Phân bố
Lợn rừng khổng lớn hiện diện ở phía Tây và Trung Phi, nơi chúng phần lớn hạn chế trong các khu rừng Guinea và Congo. Chúng cũng hiện diện tại nhiều địa phương ở vùng cao nguyên ẩm của dãy núi Rwenzori và ca về phía đông đến núi Kenya và Tây Ethiopia. Chúng chủ yếu được tìm thấy trong khảm rừng-đồng cỏ, nhưng cũng có thể được nhìn thấy trong môi trường sống hoang mạc và subalpine rừng ở độ cao 3.800 m (12.500 ft). Chúng không thể chịu đựng với độ ẩm thấp hoặc tiếp xúc kéo dài với ánh nắng mặt trời, kết quả là chúng vắng mặt từ các khu vực khô cằn và môi trường sống không có độ che phủ dày đặc.